# Singapur Open 1967
Die Singapur Open 1967 im Badminton fanden vom 6. bis zum 8. Oktober 1967 in Singapur statt.
Die Indonesierin Minarni wurde dreifache Titelträgerin. Tan Aik Huang revanchierte sich bei Erland Kops für die Niederlage bei den All England und gewann in 35 Minuten gegen den Dänen mit 15:11 und 15:8.

## Finalergebnisse
| Disziplin    | Sieger                   | Finalist                        | Ergebnis            |
| ------------ | ------------------------ | ------------------------------- | ------------------- |
| Herreneinzel | Tan Aik Huang            | Erland Kops                     | 15:11, 15:8         |
| Dameneinzel  | Minarni                  | Retno Koestijah                 | 5:11, 11:6, Aufgabe |
| Herrendoppel | Tan Yee Khan Ng Boon Bee | Indratno Mintarja               | 15:3, 15:8          |
| Damendoppel  | Retno Koestijah Minarni  | Noriko Takagi Hiroe Amano       | 15:6, 18:13         |
| Mixed        | Darmadi Minarni          | Ng Boon Bee Rosalind Singha Ang | 15:4, 15:5          |